# Idioma apache occidental
El idioma apache occidental, coyotero o n'dee biyat'i es una lengua atabascana de la familia lingüística na-dené hablada por el pueblo n’dee tradicionalmente conocidos como apaches coyoteros en los estados de Sonora y Chihuahua en México y en la reserva de San Carlos en la zona este-central de Arizona, Estados Unidos. Está relacionada con el n'nee biyat'i (chiricahua) y el ndé biiza' (mescalero).

## Clasificación
El coyotero pertenece a la rama occidental apacheana del grupo de lenguas atabascanas de la familia lingüística na-dené junto al n'nee biyat'i (chiricahua), el ndé biiza' (mescalero) y el navajo, está emparentada también con las lenguas de la rama oriental apacheana como el ndé miiza (lipán) y jicarilla.